# Aleksandr Savoskine
Aleksandr Aleksandrovitch Savoskine - en russe : Александр Александрович Савоськин et en anglais Aleksandr Savoskin (né le 20 avril 1992 à Moscou en Russie) est un joueur russe de hockey sur glace. Il évolue au poste de défenseur.

## Carrière de joueur
Formé au Krylia Sovetov, il est choisi par le Metallourg Magnitogorsk au cours du repêchage d'entrée dans la KHL 2009 en première ronde en 17e position.

## Statistiques
| Saison    | Équipe           | Ligue         |    | Saison régulière | Saison régulière | Saison régulière | Saison régulière | Saison régulière |   | Séries éliminatoires | Séries éliminatoires | Séries éliminatoires | Séries éliminatoires | Séries éliminatoires |
| Saison    | Équipe           | Ligue         | PJ | B                | A                | Pts              | Pun              | PJ               | B | A                    | Pts                  | Pun                  |                      |                      |
| 2008-2009 | Krylia Sovetov 2 | Pervaïa liga  | 67 | 0                | 6                | 6                | 22               | -                | - | -                    | -                    | -                    |                      |                      |
| 2008-2009 | Krylia Sovetov   | Vyschaïa liga | 4  | 0                | 0                | 0                | 0                | -                | - | -                    | -                    | -                    |                      |                      |
| 2009-2010 | Krylia Stolitsi  | Pervaïa liga  | 40 | 1                | 8                | 9                | 22               | -                | - | -                    | -                    | -                    |                      |                      |
| 2011-2012 | OGI Odintsovo    | MHL B         | 20 | 0                | 9                | 9                | 4                | 3                | 0 | 0                    | 0                    | 2                    |                      |                      |